# Sphoeroides georgemilleri
Sphoeroides georgemilleri är en fiskart som beskrevs av Shipp 1972. Sphoeroides georgemilleri ingår i släktet Sphoeroides och familjen blåsfiskar. Inga underarter finns listade i Catalogue of Life.